# Acetamid
Acetamid, CH3CONH2, amid kyseliny octové, je v čisté formě bílá krystalická látka. Připravuje se dehydrogenací octanu amonného. Používá se při výrobě plastických hmot a pro syntézu dalších organických sloučenin. Jeho racionální vzorec je CH3CONH2.
Acetamid je toxický při požití, vdechnutí, při kontaktu s kůží a očima způsobuje zrudnutí a bolest. Hořením vznikají dráždivé zplodiny.
Pokusy na laboratorních zvířatech bylo zjištěno, že acetamid u nich způsobuje rakovinu. Proto byl IARC zařazen do skupiny 2B „možný lidský karcinogen“.
Tato látka může být vytvořena za laboratorních podmínek reakcí acetanhydridu (anhydridu kyseliny octové) s amoniakem za vzniku acetamidu a kyseliny octové. Je-li však dostatek amoniaku, proběhne reakce amoniaku a kyseliny octové za vzniku octanu ammonného (CH3COONH4). Reakce pak probíhá dle rovnice:

(CH3CO)2O + 2 NH3 → CH3COONH4 + CH3CONH2